# Ovimbundu
Gli ovimbundu (anche chiamati mbundu meridionali, umbundu o bunda) sono il gruppo di popolazione più numeroso dell'Angola, ne fa parte circa il 30-40 % della popolazione del Paese (circa 13 milioni di persone).
Gli ovimbundu sono dediti al commercio, all'agricoltura e all'allevamento e vivono prevalentemente sull'altopiano di Bié nella parte centrale del paese. Parlano sia la lingua bantu umbundu sia la lingua portoghese. Molti ovimbundu sono cristiani.
Le armate ribelli dell'UNITA, in lotta contro il governo angolano nella guerra civile durata fino al 2002, reclutavano le loro truppe prevalentemente fra gli ovimbundu: l'UNITA era infatti nata come organizzazione di resistenza di questa popolazione contro l'autorità coloniale portoghese. 
Le due città principali degli ovimbundu, Huambo e Kuito, subirono grossi danni durante la guerra civile. 
Nella mitologia delle popolazioni ovimbundu dell'Angola si racconta di Ngunza.

## Usanza funebre
Nel corso di ogni corteo funebre, ad un certo punto, c'è un parente che lo fa fermare e che chiede ad alta voce al defunto se sia stato assassinato: se, all'arrestarsi dei portatori la bara si muove in avanti si interpreta il fatto come una risposta affermativa, se invece si muove all'indietro, significa che il defunto è passato a miglior vita per cause naturali.